# Korobejniki
Korobejniki (rus. "Коробейники") - ruski film redatelja Vasilija Gončarova.

## Radnja
Film govori o trgovcima koji su pali u ruke razbojnika.

## Uloge
- Vasilij Stepanov
- Andrej Gromov
- Aleksandra Gončarova

## Vanjske poveznice
- Korobejniki na Kino Poisk